# Кость Кисілевський
Кость Кисілевський (23 лютого 1890, Рошнів, тепер Тисменицького району Івано-Франківської області — †20 вересня 1974, Ірвінгтон, США) — український мовознавець і педагог, професор Українського вільного університету, дійсний член Наукового товариства імені Шевченка, автор низки шкільних підручників з української мови і дидактичних праць, українсько-польського і польсько-українського словника (спільно з Є. Грицаком).

## Біографія
Навчався в Лейпцизькому та Віденському університетах (1912 р.). Після Другої світової війни жив у Німеччині. Учителював у гімназіях та вчительських семінаріях Станиславова, Городка, Львова, Рогатина.
З 1938 — професор Педагогіуму у Львові, з 1939 — професор Львівського університету. З 1944 — в еміграції. Від 1945 — професор Українського вільного університету в Мюнхені; з 1959 — у США (Нью-Йорк). Займався українознавчими студіями.

## Наукова діяльність
Досліджував мову Ганкенштайнового кодексу (ЗНТШ, т. 159), українські говірки басейну Дністра й Пруту («Надпрутський говір», ЗНТШ, т. 162), запропонував перегляд класифікації українських говірок.
Автор праць з української діалектології, історії мови, словників, шкільних посібників з української мови і дидактики:
- «Словничок української мови і головні правописні правила та замітки до відміни» (Станиславів: Накладом автора, 1927, 390 с.)
- «Методика правописних і словесних вправ» (1929),
- «Українсько-польський і польсько-український словник» (т. 1-2, 1930—1931, разом з Є. Грицаком),
- «Правописний словничок» (1934),
- «Ізоглоси південно-східнього Наддністров'я» (1948),
- «Кодекс Ганкенштайна — староукраїнська пам'ятка» (1953),
- «Надпрутський говір» (1954),
- «Історія українського правописного питання. Спроба синтези» (1956),
- «Наукові праці І. Франка» (1957),
- «Ізоглоси Звенигородщини й Шевченкова мова» (1961),
- «Мовні особливості наддністрянського гнізда» (1962).
- Кисілевський К. Українська мова: на основі викладу: «Опис. граматика укр. мови». — Мюнхен: б. в., 1948. — 112 с. [Архівовано 19 вересня 2020 у Wayback Machine.]

Опубліковані нариси про українських учених І. Панькевича (1958), І. Зілинського (1962) та ін.